# Lijst van voetbalinterlands Australië - Equatoriaal-Guinea (vrouwen)
Deze lijst van voetbalinterlands is een overzicht van alle officiële voetbalinterlands tussen de nationale vrouwenteams van Australië en Equatoriaal-Guinea. De landen hebben tot nu toe één keer tegen elkaar gespeeld.

## Wedstrijden
| № | Plaats | Datum       | Competitie | Wedstrijd            | Uitslag |
| - | ------ | ----------- | ---------- | -------------------- | ------- |
| 1 | Bochum | 3 juli 2011 | WK 2011    | Australië − Engeland | 3 − 2   |

## Samenvatting
| Competitie   | Totaal gespeeld | Winst Australië | Gelijk | Winst Equatoriaal-Guinea | Doelsaldo Australië – Equatoriaal-Guinea |
| ------------ | --------------- | --------------- | ------ | ------------------------ | ---------------------------------------- |
| WK-eindronde | 1               | 1               | 0      | 0                        | 3 − 2                                    |
| Totaal       | 1               | 1               | 0      | 0                        | 3 − 2                                    |

FFA · A-internationals · Australisch mannenelftal
1975 – 1989 · 1990 – 1999 · 2000 – 2009 · 2010 – 2019 · 2020 – 2029
Amerikaans-Samoa ·
Argentinië ·
België ·
Brazilië ·
Canada ·
Chili ·
China ·
Colombia ·
Cookeilanden ·
Denemarken ·
Duitsland ·
Engeland ·
Equatoriaal-Guinea ·
Estland ·
Fiji ·
Filipijnen ·
Finland ·
Frankrijk ·
Ghana ·
Griekenland ·
Haïti ·
Hongarije ·
Hongkong ·
Ierland ·
Indonesië ·
Iran ·
Italië ·
Jamaica ·
Japan ·
Jordanië ·
Maleisië ·
Mexico ·
Myanmar ·
Nederland ·
Nieuw-Caledonië ·
Nieuw-Zeeland ·
Nigeria ·
Noord-Korea ·
Noorwegen ·
Oezbekistan ·
Oostenrijk ·
Papoea-Nieuw-Guinea ·
Portugal ·
Rusland ·
Samoa ·
Schotland ·
Singapore ·
Spanje ·
Taiwan ·
Thailand ·
Tsjechië ·
Verenigde Staten ·
Vietnam ·
Zambia ·
Zimbabwe ·
Zuid-Afrika ·
Zuid-Korea ·
Zweden ·
Zwitserland